# Medida exterior de Lebesgue
Em matemática, a medida exterior de Lebesgue é uma função que associa a cada subconjunto de {\displaystyle \mathbb {R} ^{n}} um número real estendido não negativo que está relacionado com o "volume" ocupado por ele.

## Propriedades
- Seja {\displaystyle I=[a_{1},b_{1}]\times [a_{2},b_{2}]\times \ldots \times [a_{n},b_{n}],~~a_{i}\leq b_{i}}, então:

{\displaystyle \mu ^{*}(I)=(b_{1}-a_{1})\cdot (b_{2}-a_{2})\ldots (b_{n}-a_{n})}
- Em especial:

{\displaystyle \mu ^{*}(\emptyset )=0}
- {\displaystyle \mu ^{*}\left(\bigcup _{j=1}^{\infty }E_{j}\right)\leq \sum _{j=1}^{\infty }\mu ^{*}(E_{j})} (sub-aditividade)
- Em especial:

{\displaystyle A\subseteq B\Longrightarrow \mu ^{*}(A)\leq \mu ^{*}(B)} (monotonicidade)
- Se  {\displaystyle A_{\lambda }} é definido como {\displaystyle A_{\lambda }=\{x+\lambda :x\in A\}} então:

{\displaystyle \mu ^{*}(A)=\mu ^{*}(A_{\lambda })} (invariância por translações)
- Se {\displaystyle T:\mathbb {R} ^{n}\to \mathbb {R} ^{n}} é uma transformação linear e {\displaystyle TA:=\{Tx:x\in A\}} então:

{\displaystyle \mu ^{*}(TA)=|T|\mu ^{*}(A)}, onde {\displaystyle |T|} é o determinante da transformação.

## Definição
Seja o conjunto elementar {\displaystyle I=[a_{1},b_{1}]\times [a_{2},b_{2}]\times \ldots \times [a_{n},b_{n}],~~a_{i}\leq b_{i}}.
Define-se o volume de {\displaystyle I} como:
{\displaystyle {\hbox{vol}}(I)=(b_{1}-a_{1})\cdot (b_{2}-a_{2})\ldots (b_{n}-a_{n})}
É claro que qualquer subconjunto de {\displaystyle \mathbb {R} ^{n}} está contido na união enumerável desses conjuntos, pois:
{\displaystyle \mathbb {R} ^{n}\subseteq \bigcup _{j=1}^{\infty }[-j,j]^{n}}
Então a medida exterior de Lebesgue de um conjunto {\displaystyle E\subseteq \mathbb {R} ^{n}} é definida como:
{\displaystyle \mu ^{*}(E)=\inf \left\{\sum _{j=1}^{\infty }{\hbox{vol}}(I_{j}):\bigcup I_{j}\supseteq E\right\}}, onde {\displaystyle I_{j}} são elementares.
O ínfimo é tomado sobre todas as possíveis famílias enumeráveis de conjuntos elementares que cobrem {\displaystyle E}.
A medida exterior é, portanto, uma função cujo domínio são as partes de {\displaystyle \mathbb {R} ^{n}}, {\displaystyle \mu ^{*}:P(\mathbb {R} ^{n})\to \mathbb {R} ^{+}\cup \{\infty \}}

## Conjuntos de medida zero
Um conjunto é dito ter medida de Lebesgue zero se sua medida exterior for nula. Surge da teoria da medida de Lebesgue que todo conjunto de medida exterior nula é mensurável e possui medida nula.